# Saint-Cernin (Cantal)
 Saint-Cernin  es una población y comuna francesa, situada en la región de Auvernia, departamento de Cantal, en el distrito de Aurillac y cantón de Saint-Cernin.

## Demografía
| 1677 | 1448 | 1314 | 1245 | 1164 | 1128 |
| Para los censos de 1962 a 1999 la población legal corresponde a la población sin duplicidades (Fuente: INSEE [Consultar]) |      |      |      |      |      |